# Agriphila tolli
Agriphila tolli — вид лускокрилих комах родини вогнівок-трав'янок (Crambidae).

## Поширення
Вид поширений в Південній та Центральній Європі. Він трапляється в Україні, Румунії, Болгарії, Туреччині, Греції, Північній Македонії, Албанії, Угорщині, Словаччині, Чехії, Австрії, Італії, на Корсиці, Сицилії та Криті.

## Підвиди
- Agriphila poliellus poliellus
- Agriphila poliellus pelsonius Fazekas, 1985 (Carpathian basin)[2]